# Patriots de George Mason
Les Patriots de George Mason sont les équipes sportives de l'Université George Mason. L'université dispose de 20 équipes en Division I de la National Collegiate Athletic Association, dont la moitié sont féminines. Après avoir été un membre fondateur de la Colonial Athletic Association depuis 1985, George Mason rejoindra l'Atlantic 10 Conference en 2013.

## Histoire
La première équipe des Patriots à avoir rejoint la Division I du championnat national universitaire (NCAA) est celle de basket-ball masculin, lors de la saison 1978/79. Cette même équipe s'est hissée dans le carré final (Final Four) de la NCAA au terme de la saison 2005/06.

## Équipes
Équipes masculines
- Baseball
- Basket-ball
- Cross-country
- Golf
- Football
- Natation et Plongeon
- Tennis
- Athlétisme
- Volley-ball
- Lutte

Équipes féminines
- Basket-ball
- Cross-country
- Crosse
- Aviron
- Football
- Softball
- Natation et Plongeon
- Tennis
- Athlétisme
- Volley-ball